# Turka (fiume)
La Turka (in russo Турка́?; in buriato: Түрхэнэ) è un fiume della Russia siberiana orientale meridionale, tributario del lago Bajkal. Scorre nel Pribajkal'skij rajon della Buriazia.

## Descrizione
Il fiume ha origine da un gruppo montuoso tra la catena dei monti Ikatskij e quella degli Ulan-Burgasy a un'altitudine di 1 430 m. Per tutta la sua lunghezza scorre attraverso un terreno montuoso molto accidentato e in molti punti il fiume ha delle rapide; la direzione è da est a ovest. Sfocia nella parte centrale del lago Bajkal presso il villaggio di Turka. Al villaggio di Sobolicha, a 26 km dalla foce, la sua portata è di 49,56 m³/s. La lunghezza del fiume è di 272 km, l'area del bacino è di 5 870 km². Gela a metà ottobre - fine novembre, sino a fine aprile - inizio maggio. Il fiume è frequentato per il rafting e la pesca sportiva.